# 莎瑟慕士塔格山
莎瑟慕士塔格山（Saser Muztagh）是喀喇崑崙山脈最東部的子山脈，位於印度拉達克地區。它的南面、東面和東北面以什約克河為界，什約克河在山脈的東南角急劇彎曲。西面，努布拉河將其與鄰近的凱拉斯山脈分隔開來，而莎瑟山口（Saser La）標誌著該山脈與北面里莫慕士塔格山的邊界。拉達克山脈位於莎瑟慕士塔格山以南，隔著什約克河。
早期歐洲人對莎瑟慕士塔格山的探索和勘測發生在1850年至1900年之間，直到1970年代，主要山峰才有登山家成功攀登。

## 外部連結
- Maps of Ladakh, Bame Duniya blogspot, 19 March 2013
- Saser Muztagh at Blankonthemap (French)
- NASA image taken from the International Space Station, which was initially misidentified as Everest